# Ташко Арсов
Ташко Арсов, наречен Неофит, е български революционер, крушевски и демирхисарски войвода на Вътрешната македоно-одринска революционна организация.

## Биография
Арсов е роден в 1882 година в Охрид, Османската империя, днес в Северна Македония. По произход е влах. Учи в румънското начално училище в Охрид. Работи като бакалин и кръчмар.
От 1900 година е член на ВМОРО. През март 1901 година след предателство е арестуван заедно с Климе Велянов от Злести. По пътя към затвора в Охрид успяват да избягат и Арсов става нелегален четник на Никола Русински. През май четата се разделя на две, като едната половина получава войвода Деян Димитров, на когото Арсов на 6 май става секретар. Тъй като Димитров е неграмотен, Арсов върши и агитацията и организаторската дейност. На 15 март 1903 година четата се сражава цял ден при Ърбино. През юни или юли 1903 година Деян войвода е изпратен в друг район, а на негово място е назначен Смиле Войданов, като Арсов остава негов секретар и с него участва в Илинденско-Преображенското въстание. Сражава се на 20 и 21 юли с обсадения гарнизон в Издеглаве, на 26 и 30 юли на Ърбинския рид, на 2 август при Сливовски ханове, на 7 и 10 август при Волчеа дупка и Турянско, на 13 август при Мирчев купол, Мраморечко, на 15 август при Турски камен.
По време на въстанието губи двата си дюкяна във Велмей и Злести, които са изгорени от турците, заедно с цялата си покъщнина. След въстанието заминава за България и на Никулден пристига с Войданов и Андон Кьосето в Кюстендил.
В август 1904 година пристига в Битолско с Костурската чета на Кузо Блацки и се поставя на разположение на Битолския окръжен комитет, който през април 1905 година го назначава за войвода в Демир Хисар - 26 села. В края на февруари 1907 година напуска района и с чужд паспорт заминава за София за почивка. Оттам заминава при брат си в Канада, но след Младотурската революция в 1908 година се връща в Охрид при родителите си.
След изпаряването на Хуриета, през април 1909 година заедно с учителя Никола Янев от Брежани предприема обиколка на Демир Хисар. Посещават селата Големо Църско, Цер, Простране, Велмевци, Големо Илино, Бабино, Слоещица, Сопотница и Брезово, като училщни инспектори. Арсов готви селяните за ново въстание. Предадени от поп Костадин от Зашле, са арестувани в Брезово и затворени в старата катилана в Битоля, където лежат 33 дена. След като селяните свидетелстват, че не е имало никаква противодържавна дейност и под натиск от Българския клуб в Битоля начело с доктор Георги Николов, са освободени от затвора.
След освобождението си отваря в Битоля плетачна работилница, но продължава да се занимава с революционна дейност до Балканската война в 1912 година. През 1911 година се жени, раждат му се две момичета, и същата година заедно с Кадри ефенди от Битоля и поп Васил от Кукуречани устройват в това село мелница с газов мотор. Мелницата е срината от артилерийски снаряд през 1916 година по време на Първата световна война. Ташко Арсов се прехвърля в Крушево и работи като архивар в българското околийско управление, а от август 1917 година до края на войната е общински кмет в Сопотница. След войната работи като прошенописец и търговски представител, докато през 1930 година става чиновник в Битолската община.
През 1926 година Ташко Арсов е избран за член на битолското околийско началство на ВМРО заедно със Симеон Сагриев и Никола Долинчанец.
След освобождението на Вардарска Македония по време на Втората световна война е избран в местното охридско настоятелство на Илинденска организация през 1941 година, а през 1942 година е председател на Жванското дружество на организацията.
Александър Джиков пише за Ташко Арсов за срещата им в Охрид през 1943 година:
| „ | Сметах, че е станал жертва на изстъпленията на сърбите, които най-усърдно чистеха всичко, което носеше буден български дух... Бедният ми Ташко Арсов! Един поглед на облеклото му ми показа, че наистина материално той не ще е много добре. Изглежда - не се е ползвал с благоволението на сърбите. | “ |

На 27 март 1943 година, като жител на Охрид, подава молба за българска народна пенсия, която е одобрена и пенсията е отпусната от Министерския съвет на Царство България.
Умира в 1950 година в Охрид.